# Dendropsophus jimi
Dendropsophus jimi är en groddjursart som först beskrevs av Marcelo Felgueiras Napoli och Ulisses Caramaschi 1999.  Dendropsophus jimi ingår i släktet Dendropsophus och familjen lövgrodor. IUCN kategoriserar arten globalt som livskraftig. Inga underarter finns listade i Catalogue of Life.